# إعلان الجمهورية العراقية
أعلنت الجمهورية العراقية ولأول مرة من خلال البيان الأول للثورة، وكانت هنالك محاولات لصياغة نص البيان الأول ففي المحاولة الفاشلة للتنظيم لقلب نظام الحكم عام 1956 اشترك كل من الشخصيتين المثقفتين الإستاذ محمد صديق شنشل والسيد فائق السامرائي لوضع بعض البنود الخاصة بالبيان الأول للحركة. إلا أن فشل المحاولات السابقة لقلب نظام الحكم الملكي أدت إلى إهمال تلك الصيغة من البيان في حينه. وعند الشروع بالحركة بادر عبد السلام عارف بصفته أحد قادة التنظيم وعضوا في اللجنة العليا، بأن يتبنى صياغة البيان نظرا لإتقانهِ اللغة العربية، وتمتعه بصوت خطابة جهوري، ونظراً لأنه سيقوم بمهمة تنفيذ «الثورة»، فقد قرر من جانبه وضع البيان وإذاعته عند نجاحه بالسيطرة على مبنى دار الإذاعة العراقية. وبعد نجاحه في السيطرة على بغداد أذاع عبد السلام عارف بنفسه البيان الأول. وأصبح بعد ذلك اسم العراق الجمهورية العراقية. وتولّى العميد الركن عبد الكريم قاسم منصب رئيس الوزراء ووزير الدفاع والقائد العام للقوات المسلحة و الزعيم الركن عبدالحميد الحصونة قائد الفرقة الأولى أكبر فرقة في الجيش العراقي آنذاك والعقيد الركن عبد السلام عارف نائب رئيس الوزراء ونائب القائد العام للقوات المسلحة ووزير الداخلية. ووزعت الحقائب الوزارية والمسؤليات حسب أدوار الضباط من أعضاء تنظيم الضباط الوطنيين وإسهامهم بالحركة. وبهذا تكون الثورة قد نجحت بالإطاحة بالحكم الملكي.

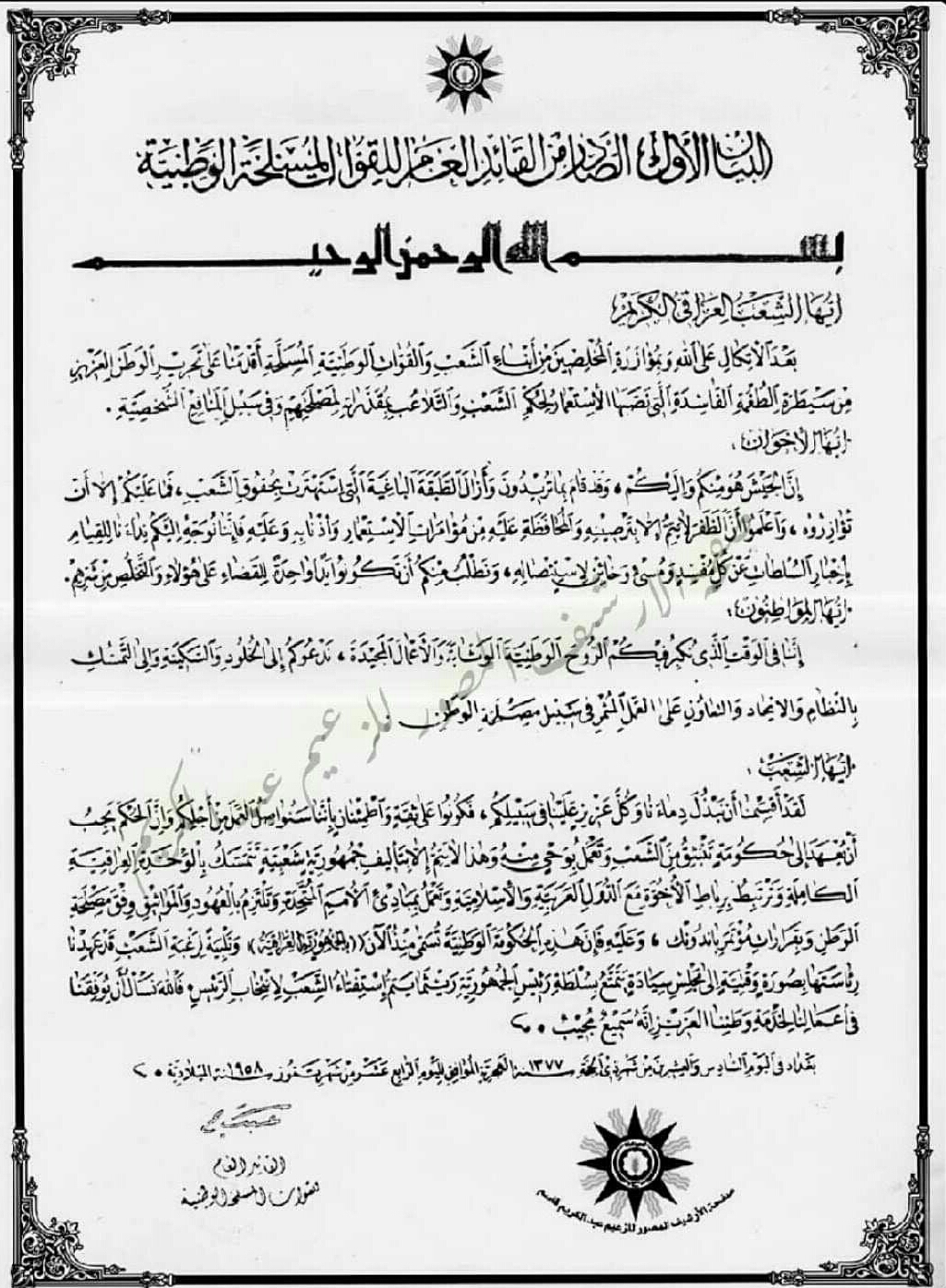
بيان ثورة 14 تموز وإعلان الجمهورية العراقية

## إعلان الجمهورية العراقية بعد نجاح حركة 14 تموز 1958

أعضاء مجاس السيادة من اليسار نجيب الربيعي ثم مهدي كبة ثم النقشبندي

تولّى العميد عبد الكريم قاسم رئاسة الوزراء ووزير الدفاع والقائد العام للقوات المسلحة، أما شريكه في الثورة عبد السلام محمد عارف فقد أصبح الرجل الثاني في الدولة حيث تولى منصبي نائب رئيس الوزراء ووزير الداخلية. وبخصوص منصب رئيس الجمهورية، فتولّى بدلاً عنه الفريق نجيب الربيعي بمنصب رئيس مجلس السيادة دونما أية صلاحيات، ريثما يتم انتخاب رئيسا للجمهورية خلال ستة أشهر وعضوية كل من محمد مهدي كبة وخالد النقشبندي. ووزعت باقي الوزارات على أعضاء التنظيم حسب إسهامهم بالحركة.

## تشكيل الحكومة الجديدة
صدر أول مرسوم جمهوري بتشكيل أول وزارة في الحكم الجمهوري، والتي ضمنت كل من:
- عبد الكريم قاسم ***** رئيس الوزراء ووزير الدفاع والقائد العام للقوات المسلحة
- عبدالحميد عبدالحسين الحصونة قائد الفرقة الأولى في الجيش العراقي و الحاكم العسكري لجنوب العراق و و هي اليوم محافظة القادسية و محافظة بابل و محافظة كربلاء و محافظة النجف و محافظة المثنى و محافظة ذي قار و محافظة ميسان و محافظة واسط و محافظة البصرة
- عبد السلام محمد عارف***** وزيرا للداخلية
- ناجي طالب ***** وزيرا للشؤون الاجتماعية
- عبد الجبار حامد الجومرد ***** وزيرا للخارجية
- محمد صديق شنشل ***** وزيرا للإرشاد
- محمد حديد***** وزيرا للمالية
- فؤاد الركابي ***** وزيرا للاعمار
- هديب الحاج حمود*****وزيرا للزراعة
- جابر عمر *****وزيرا للمعارف
- إبراهيم كبة ***** وزيرا للاقتصاد
- محمد صالح محمود ***** وزيرا للصحة
- بابا علي الشيخ محمود***** وزيرا للمواصلات
- مصطفى على ***** وزيرا للعدلية

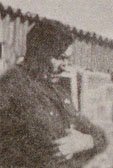
جلال جعفر الاوقاتي

أما المرسوم الثاني فقد تضمن تعديلات شاملة تضمنت مناصب الجيش وكما يلي:
- العميد الركن أحمد صالح العبدي**********رئيسا للأركان العامة
- العميد الركن شاكر محمود شكري**********معاونا لرئيس الأركان / عُيِّن بمرسوم لاحق
- الزعيم الركن عبدالحميد الحصونة ***** قائدا للفرقة الأولى و الحاكم العسكري للجنوب
- العميد الركن ناظم الطبقجلي ********* قائدا للفرقة الثانية
- العقيد الركن محي الدين عبد الحميد******قائدا للفرقة الرابعة
- العقيد جلال جعفر الاوقاتي************* قائدا للقوة الجوية
- العقيد طاهر يحيى**********************مديرا عاما للشرطة
- العقيد الركن عبد الوهاب أمين**********مديرا للحركات العسكرية
- العقيد الركن مجيد سعيد****************مديرا للاستخبارات العسكرية

## التناقض الفكري بين تيارات الضباط الوطنيين والحكومة
برز في حركة 14 يوليو/ تموز 1958 شخصان يتزعمان تيارين مختلفين، هما عبد الكريم قاسم وعبد السلام عارف. كان تيار قاسم مكون من بعض أقاربه وأصدقائه من المدنيين والعسكريين من ذوي الرتب غير الرفيعة تربطهم رابطة الانحدار الاجتماعي الواحد حيث جميعهم من نفس طبقة قاسم، في زمن كانت الطبقية الرأسمالية والإقطاعية قد تجذرت في العراق منذ الحكم العثماني التركي والذي كان يمنح الألقاب الاجتماعية كباشا وبك وأفندي وهانم إلخ، يتمثل هذا التيار بذوي الميول الماركسية وقسم منهم منتمي إلى الحزب الشيوعي وآخر ذو إيمان ماركسي فقط أو من المعجبين بالتجربة الشيوعية، ومن أهداف هذا التيار هو بقاء العراق دولة بعيدة عن أي عمل وحدوي، ذلك لأن من مبادئ الحزب الشيوعي، نقض الأديان والقوميات. عليه رفع هذا التيار شعار أو سلك سلوك معارض لانضمام العراق إلى الاتحاد العربي المسمى الجمهورية العربية المتحدة، ثم تدريجيا عزل العراق عن محيطه العربي والإقليمي الإسلامي كما سنرى لاحقا. وتم وصم هذا التيار بالتنكر للعهود المقطوعة لتنفيذ الميثاق الوطني لتنظيم الضباط الأحرار وسلك سلوك فوقي وديكتاتوري وأبعد كل من يعارضه من التيار المنافس أو أي صوت يعلو على صوت عبد الكريم قاسم.
أما تيار عبد السلام عارف فكان أغلب عناصره من أعضاء تنظيم الضباط الوطنيين وكان هدفهم هو تنفيذ مبادئ الميثاق الوطني وتطبيق كل ما اتفق عليه الضباط الوطنيين، وأغلب انتماء هذا التيار للفكر العروبي الوحدوي حيث أعلن عن رغبته في انضمام العراق إلى الجمهورية العربية المتحدة والتي كانت تضم مصر وسوريا آنذاك.
حاول بعض قادة العهد الجمهوري الاشتراك في دولة الوحدة بين مصر وسوريا، إلا أن عبد الكريم قاسم انفرد بعد عام بالحكم مبعداً عبد السلام عارف من السلطة، ليحكم العراق طوال خمس سنوات حكمًا فرديًا مطلقًا. وكان مترددًا في سياسته، فأحيانًا يقرِّب إليه الشيوعيين ليضرب بهم القوميين، وأحيانًا أخرى ينقلب عليهم، كما كان مترددًا في سياسته مع الأكراد، حيث أعطاهم بعض الامتيازات التي قررتها الحركة عند قيامها عنما كان العمل جماعيا تنفيذا لمقررات الميثاق الوطني لتنظيم الضباط الوطنيين، ثم اصطدم بهم بعد ذلك بعد تفرده، مما أدى إلى قيام الثورة الكردية عام 1961.
يعتقد بعض المؤرخون أنه ومنذ الأيام الأولى للحركة التي أطاحت بالنظام الملكي بدأ يظهر التناقض الفكري بين عارف وقاسم وعمّق ذلك سياسات كل من الطرفين غير المتحفظة تجاه الطرف الآخر والتي أدت إلى التنافس على زعامة الحركة فيما بينهما، حيث ما لبث أن حصل الخلاف بين عارف وقاسم بسبب تناقض انتماءات الطرفين وبسبب ما اعتبره عبد السلام عارف تفرد العميد عبد الكريم قاسم بالحكم وعزل العراق عن محيطه العربي والإسلامي وكذلك بسبب بعض الأحداث المؤسفة في الموصل وكركوك التي كان مسؤولا عنها قاسم والمليشيات الشيوعية الملتفة حوله بسبب حركة العقيد عبد الوهاب الشواف الانقلابية وسلوكيات محكمة الثورة التي استهانت بالمتهمين واسغلت الحركة كذريعة لمحاكمة وتصفية خصوم قاسم من الأحرار والوطنيين مثل رشيد عالي الكيلاني باشا والعميد ناظم الطبقجلي وغيرهم. أدى هذا الخلاف الحاد إلى إعفاء عبد السلام عارف من مناصبه عام 1959، وأبعد بتعينه سفيراً للعراق في ألمانيا الغربية، وبعدها لُفّقت له تهمة محاولة قلب نظام الحكم، فحكم عليه بالإعدام ثم خفف إلى السجن المؤبد ثم بالإقامة الجبرية لعدم كفاية الأدلة مما أدى إلى انتصار رئيس الوزراء عبد الكريم قاسم في الجولة الأولى ضد خصمه العنيد بإبعاده عن مسرح السياسة قابعاً تارةً في السجن ينتظر يوم إعدامه، ورازحاً تحت الإقامة الجبرية في منزله تارةً أخرى حتى يقضي الله أمراً كان مفعولا.

## تعثر أداء الحكومة داخليا وخارجيا
بعد نجاح الحركة مباشرةً اشترك قادتها في تولي المهام والمسؤوليات بدافع من المصلحة العامة لبناء العراق بعد تركة كبيرة من المشاكل الاجتماعية والاقتصادية والساسية التي ورثها العراق عن الحكم الملكي، وساهم الجميع وعلى قدم المساواة لبناء بلدهم بروح من الأخوية والزمالة التي امتشجت معها ساعات النضال المخمضة بدماء من سبقوهم، بالحماسة الثورية للشباب بالمهام والآمال المعقودة لتحقيق تطلعاتهم التي طالما حلموا وحلم الشعب بها. ولكن وكما قيل لا تجري الرياح بما تشتهي السفن، بعد اختلاف قادتها وبروز العميد عبد الكريم قاسم كقائد أوحد في إدارة دفة سفينة الحكم، خبى إشعاع الحركة كثورة وبريقها الأول وخصوصا بعد سلسلة أخطاء غير محسوبة العواقب ارتكبها عبد الكريم قاسم.
لقد بدلت الثورة معالم العراق بشكل جذري وغيرته من نظام قبلي إلى نظام معاصر، وقضت على نفوذ الإقطاع وجرت إصلاحات جذرية مثل سن قانون الإصلاح الزراعي رغم معارضة بعض الشرائح لأسلوب تنفيذه والذي نقل الفلاح من العبودية إلى التملك والقيام بحملات كبيرة في قطاع التعليم والصحة، وبناء الأحياء السكنية للفلاحين والكسبة.

## تفرد عبد الكريم قاسم في الحكم
ولكن إسلوب قاسم في تفرده بالحكم بعدة أشهر معدودات من قيام الحركة وإعلان الجمهورية، تمثل جليا من خلال إبعاده لزملائه أعضاء التنظيم والتيارات الوطنية الأخرى المشاركة في الحكم وخصوصا قادة التنظيم وشخوص الثورة وعلى وجه الخصوص عبد السلام عارف ورفعت الحاج سري ونجيب الربيعي وناجي طالب وناظم الطبقجلي وعبد الرحمن عارف وعبد الكريم الفرحان وصبحي عبد الحميد وعبد اللطيف الدراجي ورجب عبد المجيد وعبد الوهاب الشواف وعارف عبد الرزاق وصالح مهدي عماش وإبراهيم الداود وأحمد حسن البكر وحردان عبد الغفار، إضافة إلى الوزراء الذين ينتمون إلى تيارات وطنية مختلفة. وتطور الأمر إلى تصفية منافسيه ومعارضيه من زملائه من الضباط الأحرار مثل محاولة إعدام عبد السلام عارف وتنفيذ أحكام الإعدام بقادة التنظيم الآخرين من أمثال ناظم الطبقجلي والعقيد رفعت الحاج سري والإجهاز على عبد الوهاب الشواف وهو جريح في المستشفى وإعدام مجموعته. وكان أخطر قرارات عبد الكريم قاسم والتي جعلت مصداقيته على المحك، هي اعتقال وإصدار حكم الإعدام بالشخصية الوطنية رشيد عالي الكيلاني، وهو في سن الرابعة والسبعين.

اعدام مؤسس واعضاء تنظيم الضباط الوطنيين

أما خطواته اللاحقة كانت تتمثل في إفساح المجال للشيوعيين بالسيطرة على الحياة العامة ومركز القرار. كان قاسم وأثناء الحكم الملكي يميل للتكتل مع خلية تنظيم الضباط الوطنيين من ذوي الميول الشيوعية ومن ذوي الانحدار الفلاحي من طبقة ما يسمى بالشروقيين. حيث كان ميال للسماع عن العقيدة الشيوعية ومعجبا بتجربة الاتحاد السوفيتي. والعديد من المؤرخين والسياسيين يلقون بمسؤولية مقتل الملك وأفراد عائلته والطريقة التي تمت بها على كاهل هذه الخلية حيث لم يكن مخططا لها من قبل تنظيم الضباط الوطنيين بأن تكون دموية بذلك الشكل. تحول عبد الكريم قاسم من زعيم للثورة إلى زعيم أوحد، وشيئا فشيئا تفرد بالسلطة حتى أصبح «ديكتاتور» جمع بيده كل السلطات، فاستحوذ على مركز صناعة القرار وبدأ بجمع الصلاحيات بيده مجرداً إياها من زملائه. فأصبح هو رئيس الوزراء ووزير الدفاع والقائد العام للقوات المسلحة وكان يتباهى بذلك من خلال مقابلاته ووسائل إعلامه التي نعتته «بالزعيم الأوحد» وتصريحاته التي كان يكرر فيها عن إسلوبه في الحكم «بأنني أعتبر العراق وحدة عسكرية والشعب هم جنودها». وعند نجاح الحركة وقيام الجمهورية، حين كان العمل في القيادة جماعيا قبل تفرده بالسلطة سمحت وزارة الداخلية التي كان عبد السلام عارف وزيرا لها بتأسيس بعض الأحزاب مثل الحزب الإسلامي العراقي وحزب الدعوة الإسلامية.

## خطوات إضافية نحو الانعزال
لم يصغ عبد الكريم قاسم للعقلاء لا في وزارته أو من مقربيه ولا من خارج تشكيلة الحكومة بل استمر على نفس النهج الذي اتبعه وأهم الإجراءات التي اتخذها وزادت من عزلته هي:
• لم يمنح مجلس السيادة الصلاحيات وأحاله إلى واجهة شكلية ليس بيدها لا سلطة تنفيذية ولا تشريعية.
• وقف حائلاً أمام انتخاب رئيس الجمهورية، وبقي المنصب معلقاً في عهده.
• كما عطل تأسيس المجلس الوطني لقيادة الثورة كما كان متفقاً عليه في تنظيم الضباط الوطنيين «الأحرار».
• وحل مجلسي النواب والأعيان للحكم الملكي، ولم يفسح المجال لانتخاب مجلس نواب جديد.
• أصدر أحكام إعدام وسجن لغرض التصفية السياسية بحق قيادات حركة / ثورة 1958 من زملائه وأعضاء تنظيم الضباط الوطنيين.
شملت التصفيات أي شخصية وطنية يعلو صوتها على صوت عبد الكريم قاسم، فلفّق التهم لبعضهم وزجهم بالسجون وأعدم البعض الآخر مستغلا حركة عبد الوهاب الشواف الانقلابية كذريعة لهذه التصفيات، أما الذين قاموا فعليا بالحركة فقد تم قتلهم مباشرة بالقصف المباشر بالطائرات، والبعض الآخر أحيلوا إلى المحكمة الخاصة «محكمة الشعب» حيث تم زج الكثيرين ممن ليس لهم علاقة بحركة الشواف وتعذيبهم ثم إعدامهم. ومن أبرز المعدومين العميد الركن ناظم الطبقجلي والعقيد رفعت الحاج سري الدين ومجموعة من رفاقهم، وإصدار أحكام الإعدام التي لم ينفذها بسبب الضغوطات الشعبية بحق كل من الشخصية الوطنية رشيد عالي الكيلاني باشا والعقيد الركن عبد السلام عارف.
• وبدأ يعمل على عسكرة الدولة من خلال السيطرة على الشركات والمؤسسات العامة بواسطة تعيين ضباط من الجيش مدراء لها، وقد ركز اهتمامه على تقوية وتطوير المؤسسة العسكرية وأهمل تنمية القطاع الاقتصادي. حيث تميز شكل دولة العراق بالحكومة العسكرية التي طبقت الأحكام العرفية العسكرية على الشارع والحياة المدنية. فكان الحاكم الفعلي للعراق ليس مجلس الوزراء أو مجلس السيادة بل الجيش من جهة والشيوعيون من جهة ويتراسهم عبد الكريم قاسم.
• ثم جاء تشكيل المحكمة العسكرية الخاصة العليا أو ما اشتهرت باسم محكمة المهداوي التي وصفت بكونها محكمة «هزيلة»، شكلت أساسا لمحاكمة أركان النظام الملكي وأيضاً جيء بالكثير ممن ليس لهم علاقة بمركز القرار وأعدم الكثيرين مجرد لأنهم كانوا مسؤولين في النظام الملكي. يرى المعارضون لطريقة سير تلك المحكمة أن المحكمة وبسبب رئيسها المقدم فاضل عباس المهداوي وادعائها العام العقيد ماجد محمد أمين كانت منبرا وواجهة إعلامية للحكومة واستخدمت فيها وسائل تعذيب وإهانة الموقوفين وكثيرا ما كان رئيس وأعضاء المحكمة ينحدرون بالسباب والشتائم وتلفيق التهم بالشبهة وأثناء البث المباشر على شاشات التلفزيون.
• كما أدى فسح عبد الكريم قاسم المجال للحزب الشيوعي ومليشياته بالعبث بأمن الدولة والمواطنين وتمكينهم من المناصب الهامة في الوزارة والجيش ومستشارية لآخر يوم في نظام حكمه مثل العميد الطيار جلال الدين الأوقاتي الذي قتل صباح يوم الحركة وطه الشيخ مدير العمليات في وزارة الدفاع وفاضل المهداوي رئيس المحكمة الخاصة الذين أُعدما معه. كما قامت المليشيات الشيوعية المسماة بالمقاومة الشعبية بارتكاب أعمال عنف مؤسفة كقتل وتعذيب معارضيهم وسحل الكثيرين بالشوارع وتعليقهم على أعمدة الكهرباء. والقيام بمداهمة واحتلال المنازل والمؤسسات الحكومية والمعسكرات والعبث بها بمساعدة العامة من الدهماء كما حدث من مجازر وتجاوزات على حقوق الإنسان في الموصل وكركوك. كما لعبوا بسياسة الدولة الداخلية والخارجية ومنعوا أي تقارب مع الدول العربية أو تحقيق أي وحدة عربية والتي كانت حلم الجماهير التي تعتبرها ضرورة للوقوف بوجة القوى الكبرى للنيل من الثورة.
• واجه قاسم انتقادات من المراجع الدينية المحافظة التي لم تكن مع بعض القرارات التي كانت تعتبر تغيرات جذرية سريعة نحو العلمانية في دولة لا تزال تتمسك بالعرف الديني والعشائري ومن أشهر هذه القرارات قانون الأحوال الشخصية الذي ضمن للمرأة حقوق واسعة بعيدة عن التشريع الإسلامي ومستوحاة من الفكر الماركسي وقانون الإصلاح الزراعي حيث انتزع الأراضي العقارية من مالكيها ووزعها على الفلاحين والمهاجرين من الشروقيين والذي أصدرت المراجع الدينية الشيعية بضمنها الحوزات الدينية الشيعية والمراجع السنية بيانات شجبها ومنافاتها للشريعة الإسلامية.
• استغلاله لمنصبه بتولية المناصب الهامة لأفراد عائلته وأصدقائه وأقاربه دون وازع من الكفائة أو المهنية حيث نصّب ابن خالته المقدم فاضل عباس المهداوي بمنصب رئيس المحكمة العسكرية العليا الخاصة. كما ميّز بعض أفراد عائلته بمنح أشقائه وشقيقاته الدور السكنية الراقية مجانا مع كبار القادة العسكريين وجعل أخيه الكاسب المعدم المتنفذ الملقب ب «البرنس» حامد قاسم مشرفا على توزيع أراضي الإصلاح الزراعي على الفلاحين والتي جمع منها أموالا طائلة أصبح على أثرها من الأثرياء حيث أقر بذلك بعد الإطاحة بحكومة قاسم أثناء محاكمته وسُجن لمدة عامين وظهر بعد فترة من كبار تجار العراق «رشح نفسه لرئاسة غرفة تجارة بغداد عام 1968». لم يؤمم نفط العراق في ظروف مواتية بعد تعالي الصيحات المنادية بالتاميم وذلك بعد تأميم إيران «مصدق» للنفط ومصر «عبد الناصر» لقناة السويس. واكتفى كبديل بتبني اقتراح وزارة النفط بإصدار القانون رقم 80 الذي فسح المجال للعراق باستكشاف حقول نفطية جديدة. ميوله الطائفية والعرقية بتفضيل طائفة على أخرى وقومية على أخرى حيث استغل قانون الإصلاح الزراعي وانتزع الأراضي العقارية من مالكيها ووزعها على الفلاحين والمهاجرين الشروقيين وذلك لانتماء أسرته لهذه الفئة. كما دعم المهاجرين الذين كانوا يعملون فلاحين لدى الإقطاع وساواهم بالفلاحين العرب العراقيين ووهبهم الأراضي الزراعية والدور السكنية ليضمن دعمهم له.
• نقضه لقرار تنظيم الضباط الأحرار والميثاق الوطني بحل القضية الكردية والتي تم اتخاذ إجراءات لحلها عندما كان العمل جماعيا بداية الحكم الجمهوري وتمثل بدعوة الشخصية الكردية الملا مصطفى البارزاني للعراق، إلا أنه وبعد تفرد قاسم ضرب الأكراد وقام بتأليب العشائر العربية عليهم في الموصل وكركوك لاضطهادهم والتنكيل بهم وأرسل القطعات العسكرية للنيل منهم عام 1961 بما يعرف بالثورة الكردية.
التعثر في السياسة الخارجية
• لم تكن سياسة قاسم الخارجية مبنية على أساس واضح المعالم منطلقة من أساس فكري ولا من برنامج عمل منظم، فقد تميزت بالكيفية والمزاجية منطلقة من «الأنا» أو النرجسية الذي ميزت حقبة قاسم انعكس ذلك بشكل قوي في وضع نفسه بشكل منافس ومعارض ثم خصم ونِد للرئيس المصري جمال عبد الناصر الذي كان يتمتع بشعبية كبيرة ليس في مصر فقط بل في العراق ومجمل بلدان الوطن العربي، لأسباب تتعلق بنجاحه في قيام الجمهورية في مصر وتحويلها إلى بلد مناهض للهيمنة الغربية وقيامه بتأميم قناة السويس عام 1956 وصد العدوان الثلاثي ودعوته لقيام اتحاد عربي باسم الجمهورية العربية المتحدة. حاول قاسم الظهور بمظهر زعيم الأمة العربية حيث حاول منافسة عبد الناصر بدعم ثورة الجزائر ودعم المغرب وطالب بضم الكويت ليس بصيغة الوحدة العربية المتكافئة بل بإسلوب ضمها إلى العراق عندما أرسل برقية إلى شيخ الكويت في 20/6/1961 يبلغه بها إلغاء اتفاقية 1899 الموقعة بين بريطانيا وقائمقام الكويت، أبلغه أن الكويت أرض عراقية وقد عقد مجلس الوزراء العراقي عدة جلسات لمناقشة كيفية احتلال الكويت، الآن طلب بريطانيا تعليق الموضوع حسم الموقف لا سيما وأن القوات البريطانية كانت رابضة على مقربة من الكويت في البحرين. أما الكويت فمن جانبها قدمت شكوى للجامعة العربية التي قررت حلها ضمن أروقة الجامعة العربية مما أدى إلى امتعاض قاسم و«زعله» حيث لم يجد صدى لزعامته العربية فقرر الانكفاء وعزل العراق عن محيطه العربي والإسلامي.
وقد غلبت على سياسته الخارجية بتبني مواقف مناقضة أو منافسة لسياسة عبد الناصر حيث ألغى عبد الكريم قاسم عضوية العراق في جامعة الدول العربية وأساءت علاقات العراق مع أغلب الدول العربية لأسباب غامضة. وأخذ بدلاً عن ذلك بتنمية علاقاته مع المعسكر الشيوعي بناءاً على مشورة الحزب الشيوعي الذي طالما لعب دورا في سياسة قاسم الداخلية والخارجية.
ومن العوامل الأساسية لعزل العراق عن محيطة الإقليمي العربي والإسلامي هي عدم إيمانه بالوحدة العربية ولا بالشريعة الإسلامية واعتراضه على الانضمام إلى الاتحاد العربي المسمى الجمهورية العرابية المتحدة عام 1958 عند زيارة وفد شعبي من الجمهورية العربية المتحدة للعراق للتهنئة والمساندة والدعوة للانضمام للاتحاد إلى إحباط كبير لدى المواطن العراقي وأعضاء تنظيم الضباط الوطنيين «أو الأحرار» ذلك لأنهم أقسموا جميعا عند نجاح الثورة بأن يسعوا لانضمام العراق للاتحاد. وكانت مقولة عبد الكريم قاسم لها أثرها السلبي في النفوس وهو في مستهل تبوئه لمنصب رئاسة الوزراء ولم تكن هنالك أي مشكلات سياسية بين بغداد والقاهرة، عندما قال «لن أكون تابعا لأحد» مما أدى برئيس الاتحاد جمال عبد الناصر بادلائه بتصريح قال فيه «على الرغم من أن ميثاق الجمهورية العربية المتحدة ينص على إجراء الانتخابات الحرة لاختيار رئيس الاتحاد الا انني ومن موقعي هذا اتنازل عن رئاسة الاتحاد لفسح المجال امام العراق بلانظمام للجهورية العربية المتحدة مثلما تنازل من قبل الاخ الرئيس السوري القوتلي وبهذه المناسبة اتشرف بدعوة الاخ رئيس الوزراء العراقي الزعيم عبد الكريم قاسم لزيارة القاهرة لترتيب توليه رئاسة الاتحاد». كان لهذا التصريح صدى كبير في الشارع العراقي والعربي إلا أن عبد الكريم قاسم مرة ثانية صرح باجابه محبطة قائلا «لن اذهب إلى القاهرة ربما سيتم خطفي اوقتلي». فاحس المواطن هنالك سياسة مبيتة مبنية على الإصرار بالابتعاد عن المحيط العربي. وتعزز هذا الاعتقاد عند تنامي الخلافات مع دول العربية المحيطة بالعراق حيث بدأت تسوء العلاقات بين عبد الكريم قاسم والعاهل السعودي فيصل والرئيس السوري القدسي «قبل مجيء البعثيين لسوريا» والملك حسين بن طلال عاهل الأردن والرئيس المصري عبد الناصر علاوة على أمير الكويت الشيخ مبارك آل صباح حيث دعا إلى ضم إمارة الكويت والتي قررت بريطانيا الانسحاب منها بعد أن كانت تحت وصايتها. وفي عام 1961 وبعد تنامي عزله العراق عن الدول العربية والإسلامية، قرر عبد الكريم قاسم الانسحاب من الجامعة العربية، وعوضا عن ذلك بدأ ينمي علاقاته مع تركيا وإيران ومنظومة الدول الشيوعية بزعامة الاتحاد السوفيتي.
كان عبد الكريم قاسم دائم التدخل في أعمال وزير الخارجية هاشم جواد الذي لم يتميز بالدبلوماسية والعمق السياسي، وحيث واجهت سياسة العراق الخارجية عدة أزمات خطيرة، كان من أهمها الأزمة التي أثارها مع الكويت عند استقلالها في 19 يونيو/ تموز 1961، حيث طالب بضم الكويت إلى العراق، ولكن الجامعة العربية استطاعت أن تسيطر على الأزمة وتحتويها لتُحل في إطار عربي مما أدى إلى «زعل» قاسم وانفعاله مقررا سحب عضوية العراق من الجامعة العربية وقطع علاقاته الدبلوماسية مع العديد من الدول العربية التي وقفت مع الحل العربي، وقد عزلت هذه الأزمة العراق وظهر بمظهر المتخبط في السياسة الخارجية.
إلا أن دار الوثائق البريطانية قد كشفت عن العديد من الوثائق السرية عن إبرام عبد الكريم قاسم لعدد من الاتفاقات وأهمها المعاهدة مع بريطانيا والخاصة برعاية المصالح البريطانية باعتبارها الدولة العظمى في ذلك الوقت وذات الوصاية الاستعمارية السابقة على العراق، ولقاءاته السرية مع السفير البريطاني التي وصلت إلى حد زيارته بالزورق البخاري من الباب الخلفي للوزارة المطل على نهر دجلة حيث كانت السفارة البريطانية تقع في الجهة المقابلة للنهر في منطقة الشواكة، وقد أشار مؤسس تنظيم الضباط الوطنيين «الأحرار» رفعت الحاج سري الدين أثناء محاكمته بأنه يطلب من المحكمة أن تسأل الحكومة ورئيسها، لمصلحة من تعقد الاجتماعات وتبرم المعاهدات السرية مع السفارة البريطانية. وبعد نجاح حركة 8 فبراير / شباط 1963 كشفت الصحف في حينها بعض من هذه الاتفاقيات.

## الاضرابات اليومية
وبسبب تفاقم الوضع الداخلي الاقتصادي والاحتقان الاجتماعي والسياسي بسبب إبعاد وتنحية أعضاء تنظيم الضباط الوطنيين وعدم تنفيذ ما تم الاتفاق عليه في ميثاق العمل الوطني للتنظيم وسلسلة الإعدامات للشخصيات المعروفة والوطنية وتداعيات المحكمة العسكرية وإسلوبها المهين وسياسة الحكومة وممثليها من الوزراء في قمع القوى المعارضة، وتبني الإجراءات وقرارات القريبة من التطبيقات الشيوعية كقانون الأحوال الشخصية ومصادرة الأراضي الزراعية ذات الملكية الصرفة من أصحابها وتوزيعها على الفلاحين الذين يعملون لديهم بالأجرة، علاوة على تمكين المليشيات والتنظيمات الشيوعية من الحكم والتي كانت تتصرف بإسلوب استفزازي بعدم احترامها للمشاعر الدينية في المناسبات المقدسة وإهانة رجال الدين والمصحف الكريم من خلال ممارساتها اليومية ومن خلال المسيرات والمظاهرات ذات الطابع الاستفزازي التي عرفوا بها مما أدى إلى امتعاض العديد من المرجعيات الدينية من كافة الطوائف والأديان. وكذلك بسبب تخبط الحكومة في السياسة الخارجية التي توجت بعزل العراق عن محيطه العربي والإسلامي بعد قطع العراق لعلاقاته الدبلوماسية مع العديد من الدول العربية ومنها دول الجوار العربي، وقرار رئيس الوزراء عبد الكريم قاسم الارتجالي بسحب عضويته من الجامعة العربية، مما أدى إلى إيقاف برامج التعاون والاتفاقيات المبرمة والخاصة بالعديد من الجوانب التجارية والاقتصادية والاستيراد والتصدير وغيرها. وكذلك أيضا بسبب سياسة الحكومة بعزل العراق دوليا من خلال اقتصار العلاقات الدولية مع الاتحاد السوفيتي ومنظومة الدول الشيوعية المتحالفة معه، كل تلك العوامل وغيرها أججت مشاعر الجماهير والطبقات المثقفة التي انطلقت في إضرابات يومية متخصصة، كإضراب المعلمين ثم إضراب الطلبة ثم إضراب العمال ثم إضراب الموظفين وهكذا، وأصبح نظام الحكم مترنحا وقاب قوسين أو أكثر من الانهيار، جراء عزلته الداخلية والخارجية، ولم يبقى مع النظام سوى المليشيات الشيوعية، وبعض القطعات العسكرية من التي تدين بالولاء لشخص رئيس الوزراء عبد الكريم قاسم، وبعض الطبقات الفلاحية من المستفيدين من حكمه بسبب ما قدمه لها من امتيازات.

## حركة 8 فبراير/ شباط وسقوط نظام حكم عبد الكريم قاسم
تحالفت عدد من القوى السياسية والعسكرية كالتيارات المختلفة لحزب البعث وبعض التنظيمات والشخصيات القومية والمستقلة، مع بعض الشخصيات العسكرية من الأعضاء السابقين لتنظيم الضباط الوطنيين لحركة 14 يوليو / تموز 1958 والذين أعادوا تفعيل التنظيم مجددا وقيادات عسكرية أخرى من المعارضين لسياسة عبد الكريم قاسم.
اختار قادة الحركة الساعة التاسعة من صباح يوم الجمعة 8 فبراير 1963 للانطلاق لكون يوم الجمعة يوم عطلة ويمكن تحرك القطعات بسهولة وصادف ذلك اليوم 14 رمضان. توجهت إحدى القطعات المهاجمة إلى دار الإذاعة حيث سلمت القوة الخاصة بحمايتها للمهاجمين فبدأت الإذاعة تبث أناشيد ثورية ووطنية وبعد كل تقدم يحرزه ضباط الحركة يصدر بيان عن قادتها وعن التقدم في نيل أهدافها، في حين أغارت الطائرات بإشراف العميد الطيار عارف عبد الرزاق وآخرون محدثة أضراراً كبيرة في مبنى وزارة الدفاع وقد حاصرت الدبابات وقوات المشاة مع عدد غفير من المتطوعين من الجماهير مبنيي وزارة الدفاع والسراي الحكومي حيث هرب الكثير من وزراء ومناصري عبد الكريم قاسم وتواروا عن الأنظار في حين طوقت وحدات من المشاة ولم تتحرك الفرق والوحدات العسكرية في أرجاء العراق لمناصرة نظام الحكم سوى مقاومة ضعيفة من الحامية العسكرية الخاصة بوزارة الدفاع ولم يبقى مع قاسم سوى بعض من كان في وزارة الدفاع ولم يتمكن من الانسحاب. وهم كل من العقيد فاضل عباس المهداوي ابن خالة قاسم ورئيس المحكمة الخاصة، والعميد طه الشيخ أحمد، مدير الحركات العسكرية، وقاسم الجنابي سكرتير عبد الكريم قاسم، والملازم كنعان خليل حداد .
ومن المقاومين خارج وزارة الدفاع بعض مليشيات المقاومة الشعبية وكذلك العميد الطيار جلال الدين الأوقاتي قائد القوة الجوية وهو أحد قياديي الحزب الشيوعي العراقي ومسؤول كبير في مليشيا المقاومة الشعبية. والذي قتل بعد مداهمة مكتبه بعد إصدار بيانات لأفراد القوة الجوية ذات صبغة البيانات الحزبية الشيوعية أكثر منها بيانات عسكرية. عند الساعة الواحدة والنصف من ظهر 9 شباط 1963 سلم عبد الكريم قاسم نفسه حيث اقتيد ورفاقه إلى ستديو التلفزيون. وتشير الوثائق المحايدة بأن عبد السلام عارف طلب من قيادة البعث مقابلة قاسم وتم له ذلك حيث دخل عارف في نقاش وعتب مع قاسم، حول تفردة بالسلطة وخروجة عن إجماع تنظيم الضباط الوطنيين، وعن تلفيق تهمة محاولة الانقلاب لعارف التي أدت إلى محاكمته ثم سجنه وتشير الوثائق أيضا بأن عارف بعد هذا النقاش طلب من قيادة البعث عدم إعدام قاسم والاكتفاء بسجنه إلا أن طلبه قد رفض وكان لرفض طلبه، الأثر بزرع أولى لبنات الخلاف بين عارف وقيادة البعث التي تفاقمت بعد أحداث الحرس القومي التي قادها علي صالح السعدي والتي كانت السبب في قيام عارف بحركته التي سماها التصحيحية في 18 نوفمبر / تشرين عام 1963.
بعد ذلك تم إصدار بيان عاجل بتشكيل محكمة خاصة وعاجلة برئاسة عبد الغني الراوي، لمحاكمة عبد الكريم قاسم وأركان حكمه وبعد تلاوة لائحة الاتهام قام المهداوي بمهمة الدفاع التي لم يتمكن من إكمالها بسبب وضعه النفسي، وبعد طلب القاضي للاستراحة ومداولة الحكم، خرج رئيس المحكمة ومساعديه في غرفة صغيرة مجاورة وطلبوا من الجميع الخروج من قاعة المحكمة للتداول في الحكم، عدا المتهمين والحرس، حيث خرج الجميع من قياديين وسياسيين وشخصيات عسكرية إلى الصالة الكبرى، انتدب القاضي عبد الغني الراوي، اللواء أحمد حسن البكر لمداولة القرار الذي اتخذته المحكمة وهو إما الإعدام أو السجن المؤبد أو النفي خارج العراق، دخل البكر إلى الصالة طالبا من الحضور مداولة القرار، وبعد تلاوته رددت جمهرة من تيار علي صالح السعدي المتشدد لحزب البعث هتافات بتأييد حكم الإعدام في حين رددت أصوات أخرى ضعيفة طلب السجن المؤبد، وبعد التصديق على القرار من قبل طالبي حكم الإعدام، خرج المعارضون له من مبنى التلفزيون وهم كل من عبد السلام عارف وصبحي عبد الحميد ثم تلاهم حازم جواد وبعض الشخصيات السياسية والعسكرية الأخرى تباعا قبل تنفيذ الحكم. وتم تلاوة قرار الحكم بالإعدام على المتهمين، وقد رفضوا عصب أعينهم حيث تم تنفيذ الحكم من قبل ثلة الحرس المتواجدة في قاعة المحكمة وهي إحدى قاعات الاستوديو. وبعد جدل من قبل قادة الحركة الباقين في المبنى حول عرض صورة رئيس الوزراء من خلال شاشة التلفزيون اتفقوا على عرضها بغية قطع الشك باليقين حول مصيره ومصير أركان حكمه أمام الجماهير المترقبة للتطور المتسارع للأحداث. وبهذا تكون قد انطوت صفحة من صفحات حركة 14 يوليو / تموز 1958، وهي صفحة حكم عبد الكريم قاسم لتستمر صفحة الحكم الجمهوري ولتبدأ صفحة حكم عبد السلام عارف، والذي طالما اعتبر نفسه المنفذ والمفجر الحقيقي لحركة 14 يوليو / تموز 1958.
طالع مقالة رئيسية حركة 8 شباط